# Constance Smith
(Mary) Constance Smith, née le 22 janvier 1928 à Limerick (Irlande), décédée le 30 juin 2003 à Islington (Grand Londres, Angleterre), est une actrice irlandaise.

## Biographie
Au cinéma, Constance Smith interprète d'abord des petits rôles (parfois non crédités) dans douze films britanniques, sortis entre 1947 et 1951. Remarquée à l'occasion d'une coproduction américano-britannique de la 20th Century Fox (Moineau de la Tamise, sorti en 1950), elle signe avec ce studio un contrat qui lui permet de partir à Hollywood. Là, elle contribue à sept films américains (dont cinq de la Fox), notamment La Treizième Lettre (1951, avec Linda Darnell et Charles Boyer) d'Otto Preminger, et Le Trésor du Guatemala (1953, avec Cornel Wilde) de Delmer Daves. Mentionnons également L'Étrange Mr. Slade (1953, avec Jack Palance) d'Hugo Fregonese, consacré à Jack l'Éventreur.
Le reste de sa carrière d'actrice se déroule en Europe, avec deux autres films britanniques (sortis en 1954 et 1955), ainsi que trois films italiens et une coproduction franco-italienne, sortis en 1955, 1956 et 1959. Elle se retire alors, après seulement vingt-six films en tout.
À la télévision, Constance Smith apparaît dans deux séries, l'une américano-britannique (un épisode, diffusé en 1955), l'autre britannique (un épisode, diffusé en 1957).

## Filmographie complète

### Au cinéma
Films britanniques, sauf mention contraire ou complémentaire
- 1947 : Jassy de Bernard Knowles
- 1947 : Le Gang des tueurs (Brighton Rock) de John Boulting
- 1948 : Easy Money de Bernard Knowles
- 1948 : The Callendar d'Arthur Crabtree
- 1949 : La Femme parfaite (The Perfect Woman) de Bernard Knowles
- 1949 : Now Barabbas de Gordon Parry
- 1949 : Murder at the Windmill de Val Guest
- 1949 : Trottie True de Brian Desmond Hurst
- 1950 : Don't say die de Vivian Milroy
- 1950 : Room to let de Godfrey Grayson
- 1950 : Moineau de la Tamise (The Mudlark) de Jean Negulesco (film américano-britannique)
- 1951 : Blackmailed de Marc Allégret
- 1951 : I'll get you for This de Joseph M. Newman (tourné en Italie)
- 1951 : La Treizième Lettre (The 13th Letter) d'Otto Preminger (film américain)
- 1952 : Prisonniers du marais (Lure of the Wilderness) de Jean Negulesco (film américain)
- 1952 : Duel dans la forêt (Red Skies of Montana) de Joseph M. Newman (film américain)
- 1953 : Taxi (titre original) de Gregory Ratoff (film américain)
- 1953 : Le Trésor du Guatemala (The Treasure of the Golden Condor) de Delmer Daves (film américain)
- 1953 : L'Étrange Mr. Slade ou Le Tueur de Londres (Man in the Attic) d'Hugo Fregonese (film américain)
- 1954 : Impulse de Cy Endfield
- 1955 : The Big Tip Off de Frank McDonald (film américain)
- 1955 : Tiger by the Tail de John Gilling
- 1955 : Un po' di cielo de Giorgio Moser (film italien)
- 1956 : Le Chevalier de la violence (Giovanni dalle bande nere) de Sergio Gricco (film franco-italien)
- 1959 : La Conjuration des Borgia (it) (La congiura dei Borgia) d'Antonio Racioppi (film italien)
- 1959 : Roland, le Chevalier sans terre (Il cavaliere senza terra) de Giacomo Gentilomo (film italien)

### À la télévision
- 1955 : Douglas Fairbanks Jr. présente (Douglas Fairbanks, Jr., presents), Saison 3, épisode 42 The Hero
- 1957 : ITV Television Playhouse, Saison 3, épisode 6 Thunder on Sycamore Street de Silvio Narizzano